# Phyllagathis cordata
Phyllagathis cordata är en tvåhjärtbladig växtart som beskrevs av Henry Nicholas Ridley. Phyllagathis cordata ingår i släktet Phyllagathis och familjen Melastomataceae. Inga underarter finns listade i Catalogue of Life.